# Luigi Bonazzi (arcivescovo)
Luigi Bonazzi (Gandino, 19 giugno 1948) è un arcivescovo cattolico e diplomatico italiano, dal 19 giugno 1999 arcivescovo titolare di Atella.

## Biografia
È nato a Gandino, in provincia e diocesi di Bergamo, il 19 giugno 1948.

### Formazione e ministero sacerdotale
Ha studiato presso il Seminario vescovile di Bergamo.
È stato ordinato presbitero il 30 giugno 1973 dal vescovo Clemente Gaddi.
Dopo l'ordinazione sacerdotale ha continuato gli studi, conseguendo la licenza in teologia e laureandosi in psicologia. Nel 1977 è entrato nella Pontificia accademia ecclesiastica per intraprendere la carriera diplomatica al servizio della Santa Sede.
Dal 1980 al 1983 è stato addetto alla nunziatura in Camerun, dal 1983 al 1986 a Trinidad e dal 1986 al 1989 a Malta. Nel 1991 è stato nominato uditore presso la nunziatura in Spagna e nel 1994 consigliere in quella negli Stati Uniti. Nel 1996 è stato trasferito come consigliere alla nunziatura in Italia, per poi passare nel 1999 a quella del Canada.

### Ministero episcopale
Il 19 giugno 1999 papa Giovanni Paolo II lo ha nominato nunzio apostolico ad Haiti ed arcivescovo titolare di Atella. Ha ricevuto la consacrazione episcopale nel duomo di Bergamo il 26 agosto, festa di Sant'Alessandro (patrono della diocesi di Bergamo), dal cardinale segretario di stato Angelo Sodano e dai co-consacranti principali Roberto Amadei, vescovo di Bergamo, e Lino Bortolo Belotti, C.M.P., vescovo ausiliare di Bergamo e vescovo titolare di Tabla.
Il 30 marzo 2004 è divenuto nunzio apostolico a Cuba.
Il 14 marzo 2009 ha assunto l'incarico di nunzio apostolico in Lituania e Estonia e il 25 marzo successivo anche in Lettonia. È rimasto congiuntamente a capo delle tre nunziature fino al 18 dicembre 2013, quando è stato trasferito alla nunziatura apostolica in Canada.
Il 10 dicembre 2020 è divenuto nunzio apostolico in Albania. Il 21 gennaio 2025 papa Francesco ha accolto la rinuncia all'incarico per raggiunti limiti di età.

## Genealogia episcopale
La genealogia episcopale è:
- Cardinale Scipione Rebiba
- Cardinale Giulio Antonio Santori
- Cardinale Girolamo Bernerio, O.P.
- Arcivescovo Galeazzo Sanvitale
- Cardinale Ludovico Ludovisi
- Cardinale Luigi Caetani
- Cardinale Ulderico Carpegna
- Cardinale Paluzzo Paluzzi Altieri degli Albertoni
- Papa Benedetto XIII
- Papa Benedetto XIV
- Papa Clemente XIII
- Cardinale Marcantonio Colonna
- Cardinale Giacinto Sigismondo Gerdil, B.
- Cardinale Giulio Maria della Somaglia
- Cardinale Carlo Odescalchi, S.I.
- Vescovo Eugène de Mazenod, O.M.I.
- Cardinale Joseph Hippolyte Guibert, O.M.I.
- Cardinale François-Marie-Benjamin Richard de la Vergne
- Cardinale Pietro Gasparri
- Cardinale Clemente Micara
- Cardinale Antonio Samorè
- Cardinale Angelo Sodano
- Arcivescovo Luigi Bonazzi